# Lottia stanfordiana
Lottia stanfordiana is een slakkensoort uit de familie van de Lottiidae. De wetenschappelijke naam van de soort is voor het eerst geldig gepubliceerd in 1957 door Berry.